# ミニFM

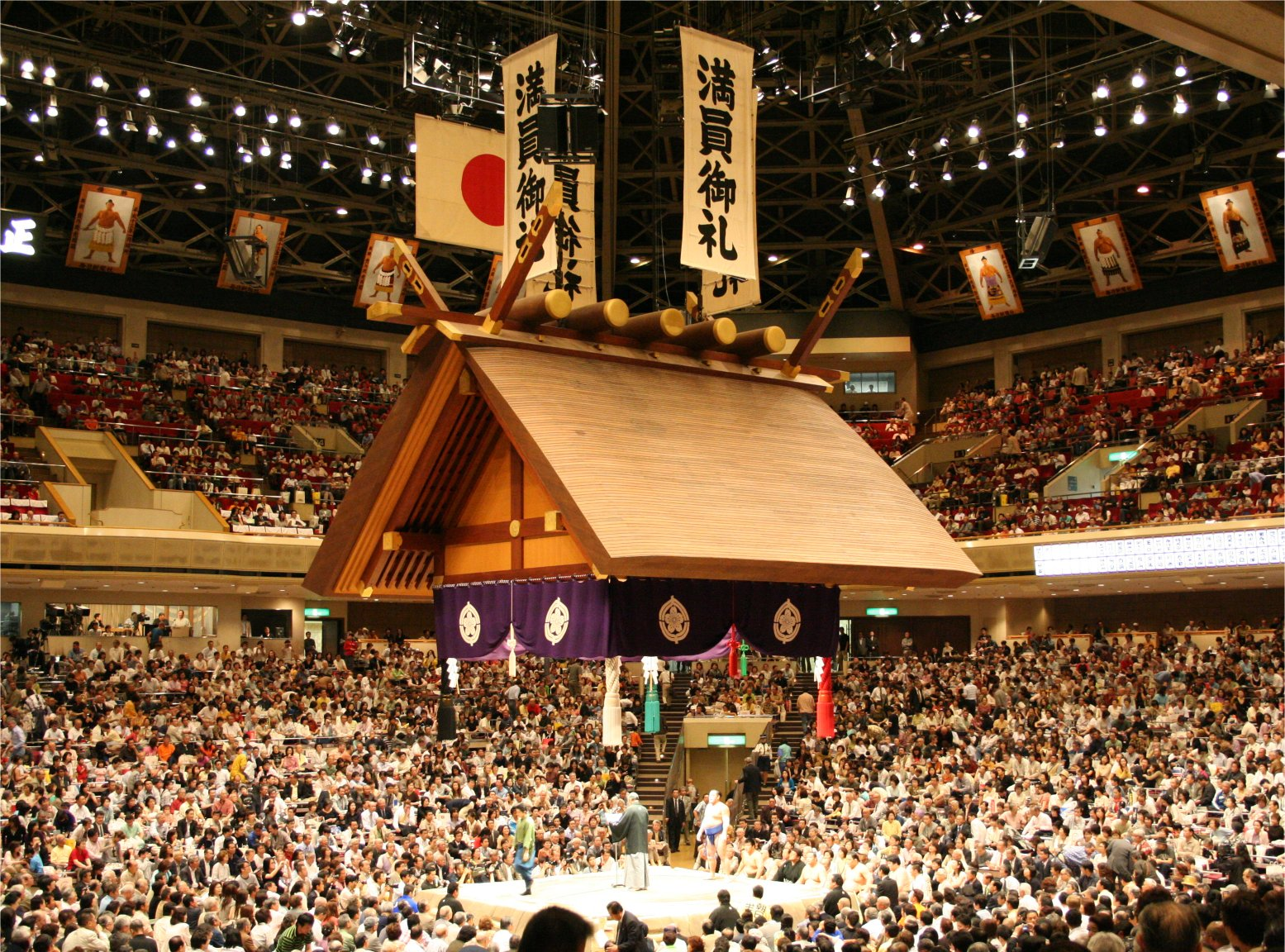
可聴範囲が極めて狭いため、商業的な放送は大概集客力のある場所で行っている（「国技館FM放送」両国国技館）

ミニFMとは、電波法に規定する免許を要しない無線局の内、微弱電波でFM放送の周波数帯を使用して放送するもののことである。
微弱無線局であるため無線局免許状や無線従事者は必要なく、放送法上の放送局でもない。
コミュニティFM（CFM）との混同を避け、マイクロFMと称することもある。

## 概要
FM放送は地上基幹放送の一種であり、事業計画を策定し、地上基幹放送局の送信機や空中線（アンテナ）を設置し、予備免許の取得と落成検査の受検を経て免許を取得、無線従事者による管理のもとに運用するのが原則である。
一時的な目的で開設する臨時目的放送のイベント放送局であっても同様で、法人格を有しない任意団体や個人は開設できない。
- 臨時災害放送局はその性質上、事前に手続きはできないが免許人となれるのは基礎自治体（市区町村）のみで、地元CFMを増力するか又は既存の県域放送やCFMの事業者の応援を得て実施する。
- 受信障害対策中継放送（通称ギャップフィラー）は、適合表示無線設備を用いれば無線従事者は不要であり、簡易な免許手続により予備免許や落成検査を経ないで免許される。但し文字通り受信障害対策として開設されるので、既存の放送の再送信しかできず、事前調査で共同受信施設で対応できると判断されたら開設できない。

ミニFMはこれらの放送に該当しないもので多くはワイヤレスマイク一個で簡単に開設して児童館や大学生の課外活動、学園祭や運動会などの町の話題や地域のコミュニケーションの場としての実況放送、商店街や町興しやイベントの会場案内などに使われる。反面、時間的にも空間的に限定されたもので、内容としては個人又は同人の趣味やイベント会場の構内放送の延長上にあるものがほとんどである。
広範囲をカバーしようとしても空中線電力（出力）を大きくすることはできず、複数の場所から送信するとしても同一周波数を使う限り相互干渉は避けられないので不感地帯を設けざるを得ない。このような場合にはアンテナを漏洩同軸ケーブル（LCX、Leaky Coaxial cable）に置き換えて敷設する。
LCXを施工できるのは、JRA競馬場でのグリーンチャンネルやAM放送の再送信、両国国技館での大相撲中継の再送信、富士スピードウェイ、鈴鹿サーキット、住之江競艇場での実況放送など一定以上の来場者が見込める施設であり、事業的な見地からもイベント開催時でないと行っていない。また、FM放送再送信や非常割込放送を行う道路トンネルや地下駐車場があるが、これもLCXによるのでミニFMの一種といえる。これは遮蔽された空間だからこそ地上基幹放送局と同一周波数で再送信できるのである。
地下街のように広範囲でノイズが大きくなるとLCXでは不十分となる。
放送波遮蔽対策推進協会では実験試験局によりFM放送を再送信してきたが、地下街の管理会社に事業承継して解散した。
この事業承継の際に実験試験局をギャップフィラー用地上基幹放送局に種別変更した。
実験試験局には第三級陸上特殊無線技士以上の無線従事者による管理を要するが、上述の通り適合表示無線設備を用いたギャップフィラーにば無線従事者が不要だからである。
いずれにしても無線局の免許を要するのでミニFMとはいえない。
東海道・山陽新幹線、東北新幹線などの鉄道車両内でのAM放送・FM放送再送信のサービスは、車両単位のミニFMといえる。開始当初は沿線で地上基幹放送局が使用していない周波数を選定したものの、新規開局したものと周波数が一致又は近接していることがあり、受信に支障をきたすこともある。
ドライブインシアターも初期はともかくカーラジオでFM放送が受信できるようになると映画上映の際の音響装置として使用されることとなり、これもミニFMといえる。
恒久的に送信しているものは、ハイウェイラジオ上三川（北関東自動車道壬生パーキングエリアで実施）などごく一部の路側放送のFM放送周波数に変換しての再送信および道路トンネルなどのFM放送再送信などの僅かな例しか見ない。
#沿革にもあるように話題になったのは、せいぜい1990年代前半までで、長引く不況から聴取者の限られるミニFMは経費削減の対象となりやすく、JRA競馬場のグリーンウェーブ（旧称ターフサウンドステーション（TSS））、横浜スタジアムのFMハマスタ、浅草花やしきのあさくさFM、両国国技館のどすこいFMなどのイベント施設や東海道・山陽新幹線のミュージックサービスなど独自放送をしていたミニFMが廃止またはラジオ放送の再送信のみに縮小している。
21世紀には、蓄積型放送も可能なインターネットラジオが台頭し、かつてならミニFMを開設したであろう企業・団体がそちらへ流れることとなり、とって代られた形となった。エフエム・ギグ、ソラトニワ、渋谷クロスFMなどはミニFMが主体のように事業を開始したが、実態はインターネットラジオが主でミニFMは従あるいは廃止している。ドライブインシアターも映画興行の変化に伴い、21世紀初頭には常設施設は皆無となりイベントとして臨時に行うものしか見られない。
そのため、21世紀では個人の趣味や学生の文化教育として開局されることがほとんどであり、送信機は容易に入手できる組立てキットかオーディオ機器用アクセサリーのFMトランスミッターなどが使われる。

## 解説

### 微弱電波の定義
「微弱電波」とは、電波法第4条第1項に規定する「発射する電波が著しく微弱な無線局」によるもので、これをうけた総務省令電波法施行規則第6条第1項第1号に「無線設備から3メートルの距離において、電界強度が毎メートル500マイクロボルト以下のもの」と1986年（昭和61年）から規定されており、この距離から微弱電波に係わる技術者などは3m法と称している。
電界強度は出力のみではなくアンテナの形状や設置する高さが総合して関係するので、測定方法が総務省告示
として規定されている。
この電界強度をダイポールアンテナを使った場合の送信電力に換算すると50nW
となる。
試験場などの設備が無ければ告示の条件による試験は困難であり「微弱無線設備性能証明」を行う企業がある。電波法令上の義務ではないが違法性が無いことを証明するにはこれを利用すればよい。
1996年（平成8年）までは規則改正の経過措置として、「100mの距離において15μV/m以下」が許容されていた。
3m法と比較すると、自由空間での電波伝搬特性を基に100mでの値を3mでの値に換算した等価なものにみえるが、実際には100mの距離があると大地反射の影響を無視できず、伝搬減衰量は自由空間でのものより大きくなる。10m以上の距離で大地反射を考慮すると15μV/mの電界強度となるのは30mと計算される。これは、実用感度が100μV/m程度（地上基幹放送局の放送区域の電界強度の最低限が250μV/mと定義されている

のもこのため）の市販の廉価なFMラジオでの到達距離におおむね相当する。
この微弱電波を超える出力で送信すれば電波法第110条第1項違反となり総合通信局（沖縄総合通信事務所を含む）による取締り、刑事告発の対象となる。

### 周波数の選定
既存の無線通信や放送受信の妨害にならないように使用周波数を決定しなければならない。
既設の地上基幹放送局およびその周辺の周波数はもちろん次のような周波数にも留意しなければならない。
81MHzは第三次高調波が243MHzとなり、この高調波は遭難信号の受信妨害となる。81MHzの近辺の周波数であっても影響が考えられ80.8MHzから81.2MHzは使用されていない。周波数の逼迫している関東地方でもNHK-FM千葉（80.7MHz）とJ-WAVE（81.3MHz）の間が開放されているのは、これが理由である。電波法第105条第2項には、「遭難通信の取扱を妨害した者は1年以上の有期懲役に処する。」とあり電波法中で最も重罪とされる。この周波数帯は安易に使用してはならない。
一般的なFMラジオの中間周波数（IF）は10.7MHzなので、ミニFMの10.7MHz上の周波数が使用されていれば、ミニFMの10.7MHz下の周波数のイメージ周波数となり、イメージ混信となる。
2012年（平成24年）まではFM放送の直上の周波数の90-108MHzにV-low帯と呼ばれるアナログテレビジョン放送の1-3chがあったが、ミニFMの周波数をどこに設定してもテレビ放送の映像周波数と音声周波数は既設のFM放送局受信のイメージ周波数となりうるものではなかった。しかし、2014年（平成26年）よりFM補完放送が90-94.9MHzで開始され、95MHzまでがFM放送の周波数帯と認識されるようになった。更に2016年（平成28年）よりi-dioの愛称でマルチメディア放送が開始された。マルチメディア放送の周波数は101.285714MHz又は105.571429MHz、占有周波数帯域幅は使用セグメント数によるが最大9セグメントで3.857143MHz（±1.978571MHz）である。ここでミニFMの周波数を90.6MHz又は94.9MHzとすると79.9MHz又は84.2MHzを中心に最大±1.98MHzがイメージ周波数となり、これらの周波数でFM放送をしていたらイメージ混信となり受信妨害となる。なお、2020年（令和2年）にi-dioは終了。同周波数帯を利用して一部の市で行われていた災害情報伝達システム「V-ALERT」も、2022年末までにすべて終了している。
つまり補完放送の周波数帯をミニFMに利用することはイメージ混信の点から推奨できない。

### 送信機とアンテナ
ミニFMを開設するには、送信機とアンテナが必要となる。
総務省は、微弱電波の範囲を超えるおそれがある無線機を一般市場で購入し測定を行い、この範囲を超えるものについて公表する無線設備試買テストをしている。
試買テストにより電界強度が基準を超えると公表された機器中にはFMトランスミッターもあり、製造・販売業者は自主回収している。
微弱無線マーク（ELPマーク）は、この状況に対応して民間の任意制度として開始されたもので微弱無線設備と証明された機器が登録されるが、登録されたFMトランスミッターはロッドアンテナやアンテナ線などの露出したアンテナがない埋込構造のものばかりである。
これは、主に自動車の車室内での使用を想定したものであるが、安易に外部アンテナを接続できないようにして電界強度の基準を超えないようにすることでもある。
一方で露出したアンテナを持つものは、かつては家電製品メーカーが製造し販売店で容易に入手できたが、すでに製造を中止している。
このような事情から、一般人が従前のような外部端子をもつ又はアンテナが露出した送信機の完成品を入手するとしたら、ガレージキットを製造するガレージメーカーに相当するような弱小業者が自社ウェブサイトで販売するものか、国内外の通信販売サイトに出品されているものしかない。
しかし、電界強度は送信機の出力とアンテナの形状や高さが一体となって決定されるもので後述のように外部アンテナを接続すれば基準値を超えることは容易なこと、送信機の製造や販売に法規制は無いことから、基準値を超過すれば製造・販売業者ではなく使用者が責任を問われる。
このことは業務用として事業者向けに受注生産するメーカーが存在しないという意味ではなく、使用する目的や場所などの仕様を明確にすれば違法性の無い機器を製造する。
完成品以外の送信機は組立キットしかなく、電子技術の知識が無い場合は製作が難しい。
完全に自作するには、PLLシンセサイザーにより安定度が高く、高セパレーション（ステレオ送信時に左右の音が交わらない）の物が望ましい。
PLLシンセサイザーで周波数変調すると、PLLの周波数引込特性により、変調波の低域周波数成分がカットされる。PLLシンセサイザーのVCOを安定に発振させると数μW〜数mW程度の出力となるが、筐体輻射として外部に漏れるとこれだけで基準値を超えてしまうおそれがあるため、VCOをシールド構造にするか非常に小形に作らねばならない。
後段についても基準値を超えない構造を要する。
つまり、送信機製作の技術的な難しさは、いかに電波を安定に弱くし、基準値をクリアするかにある。
送信機とアンテナとの間の接続は同軸ケーブルを利用するが、一般に送信機の出力インピーダンスは50Ωのため受信用の75Ωより50Ωを用いるのがよい。
インピーダンス変換はマッチングトランス（インピーダンス整合器）または簡易的には25Ωまたはその近似値の無誘導抵抗を直列接続にする。
不整合損失を減らして許容値を超えた場合、こんどは出力を低下しなければならないので、インピーダンスを必要以上に気にすることは無い。
飛距離を稼ごうとして高利得のアンテナを使用するとしても、送信側にFM用八木アンテナなどの高指向性アンテナを安易に用いたら、特定方向にのみ電界強度が増大して基準値をオーバーしやすくなる。
これはサービスエリア、つまりどこまで確実に聴取できる範囲とするかに係わる問題でもあり、例えば施設の構造により、一部に不感地帯ができるのを承知の上で複数の場所にアンテナを設置する、臨時のイベントでアンテナではなくLCXを使用するなどの判断につながる。
ところで電界強度の測定方法を規定した告示では、被測定機器を高さ1.5mの台（但し、アンテナの下端が地上高0.5m未満となるときは下端を地上高0.5m）に置いて測定するもの

としている。
このことは、ELPマーク機器をビルの屋上や柱など高所に設置して、地上高1.5mに設置した場合より遠距離で受信できるようにしても違法性は無いと言える。
ミニFMを開設するにあたり、トンネルや駐車場または競技場や展示場などの恒久的な施設、スポーツ大会やドライブインシアターなどの行事であれば専門の施工業者やイベント業者によるが、零細な団体や個人で技術的な支援も得られないのならば、むやみに送信機の出力やアンテナを大きくするのではなく、違法性の無い機器をいかに見通しのきく場所に設置するかが重要になる。
受信設備についての法規制は無いため高利得のアンテナを使用するのが有利ではあるが、市販のFM放送用アンテナは携帯するには大きすぎ取扱いも不便なので、聴取者にラジオばかりでなくアンテナまで準備を呼びかけることは現実的ではない。
むしろ、イベントによってはラジオをレンタルすることも必要になる。

### 運用
電波法
免許不要であってもミニFMは無線局の一種であり、電波法第82条によりミニFMの電波が「他の無線設備の機能に継続的かつ重大な障害を与えるとき」は、その障害を除去するための措置をとることを命じられることがあり、総務省職員により検査されることもある。
また、次のようなことは電波法第9章の罰則の対象である。
- 自己又は他人に利益をもたらしたり他人に損害を与える虚偽の事項、ニセの「SOS」（遭難信号）の発信、日本国憲法及び政府を暴力で破壊する主張、猥褻な内容を送信すること。
- 警察無線、消防無線などの重要無線通信を妨害すること。

著作権法
ミニFMであっても著作権法の対象となるため、著作物を無断で送信する事は同法の例外規定によるものを除き、違法である。

## 沿革
NHK-FMが全県に普及し民放局が東京、名古屋市、大阪市、福岡市に開局した1970年代にも類似の事例があったといわれるが、散発的で詳細は不明である。送信機の市販品もなく、工作少年・ラジオ少年といわれた年少者がラジオ雑誌を見て自作した送信機を用いた製作後の余技というべきものである。ただ1970年代末頃には雑誌の広告にもトランスミッター（送信機）の完成品が見られるようになった。
1979年（昭和54年）2月には、八王子市で最大20Wの出力で送信していた「FM西東京」が摘発された。
同年の『POPEYE』7月25日号には「100m放送局の面白い使い方」という記事が掲載

されている。これが一般人の耳目をひくようなカルチャー誌に取り上げられた走りであろう。
1980年（昭和55年）には、大阪芸術大学の学生が「ミニコミFM放送サークル」と称して活動を始めた。
1982年（昭和57年）8月に音楽プロデューサーの上野義美が 港区青山のキラー通りに「KIDS」を立ち上げたことが、ミニFMブームの先駆けと言われることがある。ロックバンドC-C-Bがこの局の企画で生まれたことによるもので、ミニFMが収益事業に結びついたという点では従前に事例が無く、商業的な面から見れば初のことである。
県域民放局が開局し、評論家の粉川哲夫が「自由ラジオ」を提唱した1982年から1984年（昭和59年）頃がブームであった。ラジオ雑誌のみではなく新聞、テレビ等のマスメディアに取り上げられたり、書籍『ミニFM全国マップ』（亜紀書房 1986年）が発行され128局が掲載されているが、日本全国で2000局はあったとも書かれている。
この中にはネットワークを組んでカセットテープに録音した放送素材を交換し合った者もいる。さらに電波を通して他の局との連携を指向した者もいて、大阪市及びその周辺ではピーク時の1990年（平成2年）頃には、番組を直接中継したり相互に交信を行える局が60局、1981年（昭和56年）〜1999年（平成11年）までで延べ165局存在した
という。
後のCFM、臨時災害放送局やイベント放送局はこの発展形ともいえ、ミニFMに携わった者が開局した例もある。
1985年（昭和60年）9月には、東京都港区の「KYFM」が摘発された。これは電波法違反を公言したため、行政指導にも従う見込みもないと関東電気通信監理局が警視庁に告発したからであるが、目に余るものに対し一罰百戒の効果をねらったといわれている。なお、KYFM摘発の報道の中には「ミニFM局は全国で300以上」と書いた新聞記事もある。
通信白書（現・情報通信白書）では昭和60年版から昭和62年版に「ハイパワーの不法コードレス電話，不法改造パーソナル無線，37MHz帯不法無線局，不法ミニFM局，不法ミニTV局等，新しい形態の不法無線局が出現してきており」

と不法ミニFMに言及しており、ブームがあったことの傍証となる。
1980年代後半からの主要都市での民放局複数化や1992年（平成4年）のCFM登場によるFM受信の選択肢の増加、1988年（昭和63年）の微弱電波の電界強度の測定方法の明文化や、1996年の規則の経過措置満了による規制強化などにより局数は減少した。
1991年（平成3年）には、映画『波の数だけ抱きしめて』が公開された。1982年の神奈川県の湘南海岸を舞台にミニFMの開設をテーマとしている。
1995年（平成7年）の阪神・淡路大震災では、神戸市長田区の「FMわぃわぃ」（および前身の「FMヨボセヨ」「FMユーメン」）が、ミニFMによる多言語の生活支援放送を行い話題になった。1996年（平成8年）に「FMわいわい」はCFMとなった。西宮市のFMラルースも同様な事例として知られ、1998年（平成10年）にCFMの西宮コミュニティ放送となった。
2006年（平成18年）から翌2007年（平成19年）にかけて、高知工業高等専門学校が四万十市でFMラジオを用いた防災情報伝達システムを実験した。川登集落に送信機を設置し、高知県防災システムのホームページから四万十川上流にある観測地点の情報をダウンロードし音声に変換して放送するというものである。半径1km程度の集落であるが、送信機1台では最大でも半径80m程度しか到達せず、特定小電力無線を中継器として利用し複数の送信機で受信範囲の拡大を図ったと報告されている。
2006年にはまた、京都市のエフエム・ギグが近畿総合通信局から電波法違反を指摘され送信を停止した。その経緯が公表されており貴重な事例報告である。エフエム・ギグは以降はインターネットラジオに専念している。
2011年（平成23年）7月には、日野市のアパートから無免許で最大42Wの出力で送信していた会社員の男を関東総合通信局が告発し、警視庁が現行犯逮捕、身柄送検している。男は関東総合通信局から二度も警告されていたがこれを無視して送信を続けていた。この男は「JOUT-FM百草」という偽のコールサインを用いていたが、1990年代の練馬区在住時から「JOUT-FM」と称して送信していたといわれる。
2013年（平成25年）には無線設備試買テストが、2015年（平成27年）にはELPマークの登録が開始された。これらにより#送信機とアンテナにあるように、一般人がミニFM用の機材を入手するのは従前より困難になった。
2017年（平成29年）には、アニメーション映画『きみの声をとどけたい』が公開された。舞台は『波の数だけ抱きしめて』と同じ湘南だが、時代は21世紀で、2001年から2005年にかけて定期的に放送が行われていたという設定である。

## 音声アシスト規格の災害用FM
2001年（平成13年）に特定小電力無線局の用途の一つとして視覚障害者の音声アシスト用に周波数75.8MHz、出力10mWが制定されたが、全く普及していない。
情報通信研究機構は、2010年（平成22年）にこの規格を基にして災害時に小学校の校区程度をサービスエリアとすることを想定した装置を開発、技術基準適合証明を取得し、到達距離を検証すると発表した。実験用装置は未来技術研究所が製造し、同年中に技術基準適合証明を取得している。
2012年（平成24年）には、この装置を用いて東日本大震災復興支援のフィールド試験を実施

した。
特定小電力無線局であるので免許や資格は不要、外部アンテナも接続でき、周波数がFM放送帯の直下にあるのでPLLシンセサイザーを使わない簡易なFM受信機なら受信できる。但し、30秒以上の連続送信はできず、キャリアセンス（同一周波数の電波を受信すると送信を停止する）機能を搭載することが義務付けられているので、一つの局が送信すればそのサービスエリア内では他の局は送信できない。

## ミニAM
中波で振幅変調して送信すれば、ミニAMとなる。中波をFM放送のVHFと比較すると、
- 利点としては、直進性が弱いので建物の影にも回り込んで受信でき広範囲に届く。
- 欠点としては、波長が非常に長いためマッチング（共振）させるためにある程度長いアンテナが必要となる。また、夜間は電離層のE層反射による遠隔地からの電波が到来し昼間より混信が増す。

という特徴がある。
送信機は、電子ブロック等の電子回路学習キットや自作回路で組み立てることができるため1970年代頃のラジオ少年達が使っていたが、トランジスタの発振回路に直接に変調をかけた高周波増幅を持たない回路であったため実用性は乏しかった。
ミニFMより事例は少ないが境港市の水木しげるロードで期間限定で行われた「妖怪ラヂオ」がこれである。この送信機は駐車場や店舗など狭小な範囲の放送装置としても利用されている。
また、#概要に述べた道路トンネルや地下駐車場でAM放送再送信や割込放送を行うものもあり、八重洲地下街や川崎アゼリアなどの大規模地下街、札幌ドームやナゴヤドーム、都営地下鉄でもAM放送を再送信している。
これらの施設内や車両内への輻射という点ではミニAMといえる。
ミニAMは中波を用いるので、トンネルなどの施設では誘導線または螺旋漏洩同軸ケーブルによることができれば、出力を大きくしても高周波利用設備とすることができる。この場合、高周波利用設備許可状を要するが無線従事者は不要である。AMにおいてもこれらの施設が遮蔽されているから地上基幹放送局と同一周波数で再送信できるのであり、都営地下鉄の高架部では実施していない。
なお、路側放送は、10W（1620kHz）又は5W（1629kHz）と微弱電波より大出力で送信するため、警察又はNEXCOなどの道路管理者が特別業務の局の免許を取得し、第二級陸上特殊無線技士以上の無線従事者による管理により行うものでミニAMではない。

## ミニテレビ
テレビ電波を送信すればミニテレビとなるが、機材の調達が比較的難しく、サービスエリアも狭い。
- VHFの場合、微弱電波の送信機はビデオデッキなどから部品を取り加工するか自作するしか無い。
- UHFの場合、微弱電波の定義が「無線設備から3メートルの距離において、電界強度が毎メートル35マイクロボルト以下のもの」となるため、サービスエリアがVHFより極めて狭くなる。また、デジタル用微弱電波送信機は後述のワンセグ用送信機を除き市販されていない。

地上基幹放送局の送信波は6MHz幅のアナログ方式では残留側波帯であるのに対し、安価なUHFトランスミッターの送信波は9.5MHz幅の両側波帯のものがあるので、放送チャンネルの隣接チャンネルを使用すると放送受信を妨害してしまう可能性がある。場合によってはスプリアス波により隣々接チャンネル以降も妨害してしまうこともあるので、事前に放送受信に影響を与えないか確認し、問題があれば対処してから送信しなければならない。なお、VHF送信機による隣接チャンネルへの影響は、UHFのものより小さい。これは、同じ6MHz幅であっても比率としてみれば周波数が低いほど相対的に離れており、テレビ受像機内部の同調回路の減衰量のより大きい帯域を通過することになるからである。
あまりにも稀有な存在でかつテレビの通常のプリセットチャンネル外で送信され、デジタル方式のテレビにとっては妨害電波となるため気がつかれない場合が多い。

### ワンセグ用送信機
2007年に富士通がスポットキャストと称する微弱電波を利用したワンセグ配信システムを発表した。受信可能な距離は、送信アンテナから数cm〜2m程度である。2011年に富士通は販売を終了したが、同様の機器は他社から民生用として販売されている。

### エリア放送
ワンセグ配信の延長上にあるのがホワイトスペースを利用するエリア放送である。2012年4月に制度化され、地上一般放送局として免許される。地上一般放送局は適合表示無線設備を用いれば無線従事者は不要である。

エリア放送は、フルセグも可能な地上一般放送で、地上基幹放送より規制は緩やかであり、個人による免許申請も制度上は不可能ではない。

## ミニFM、ミニテレビを扱った作品

### 書籍
- 青少年向けファッション雑誌・ライフスタイル雑誌・情報誌「月刊POPEYE」 No.59 1979年7月25日号 「電波小僧」特集号（出版：マガジンハウス）

### 映像作品
- 映画「波の数だけ抱きしめて」
- 映画「FM89.3MHz」
- 映画「きみの声をとどけたい」
- 映画「ぼくらの瞬間」
- テレビドラマ「刑事コロンボ 殺人講義」 - 犯人がアリバイ工作のためにミニテレビで銃を遠隔で発射し殺害する。